# Augustin Reichmann von Hochkirchen
Augustin Reichmann von Hochkirchen, vor 1813 Augustin Reichmann (* 22. Februar 1755 in Pilgram in Böhmen; † 9. Dezember 1828 in Wien) war ein österreichischer Adeliger und Beamter aus Niederösterreich.

## Leben
Augustin Reichmann, der Sohn des wegen Tapferkeit geadelten Alois Konrad Reichmann von Hochkirchen, war Beamter an mehreren Landesverwaltungen (Ölmütz, Galizien). 1800 wurde er zum Vizepräsidenten von Westgalizien und von 1802 bis 1803 war er Kanzleidirektor in Wien. 1804 wurde er Prüfungskommissär der Theresianischen Ritterakademie (heute Theresianum). Reichmann von Hochkirchen wurde 1807 Vizepräsident der Niederösterreichischen Regierung, 1809 bestätigte Napoleon ihn als Leiter der Zivilverwaltung. 1817 wurde er Statthalter (= Regierungschef) in Niederösterreich und blieb es bis zu seinem Tod 1828. Er war wirklicher Geheimer Rat und Ritter des Stephans-Ordens. Im Jahr 1813 wurde er von Kaiser Franz II. mit dem Prädikat von Hochkirchen in den Freiherrnstand erhoben.
Reichmann war Ehrenmitglied der k. k. Akademie der bildenden Künste und Mitglied der k. k. Landwirtschaftsgesellschaft in Wien. Am 2. Jänner 1810 wurde er für seine fürsorgliche Tätigkeit während der französischen Besetzung 1809 Ehrenbürger der Stadt Wien.